# Hohenböken
 Hohenböken  ist ein Ortsteil der Gemeinde Ganderkesee im niedersächsischen Landkreis Oldenburg.

## Geografie und Verkehrsanbindung
Die Bauerschaft liegt nördlich vom Kernbereich von Ganderkesee. Südwestlich liegt das 627 ha große Naturschutzgebiet Hasbruch. Nördlich liegt das Landschaftsschutzgebiet Hohenbökener Moor. Hohenböken liegt am Geestrand zur Wesermarsch.

## Geschichte
Das Dorf wird erstmals 1477 erwähnt, nachdem Graf Gerd von Oldenburg in einer Fehde viele Bremer gefangen hatte und Lösegeld forderte. Darüber wurde auf dem Gut Hohenböken verhandelt.

## Sehenswürdigkeiten
- Gutshaus Hohenböken von um 1870

## Persönlichkeiten
- Ludwig Fischbeck (* 1866; † 1954 in Hohenböken), Oldenburger Hofkunsthändler, Maler und Radierer